# He Is
"He Is" é uma canção da cantora e compositora norte-americana Brandy Norwood, incluída no seu terceiro álbum de estúdio, Full Moon (2002). A faixa foi composta por Warryn Campbell, Harold Lilly e Brandy, com produção e arranjos a cargo de Campbell em colaboração com Brandy. A canção foi concebida após várias conversas espirituais entre os três, durante as quais Campbell e Lilly desenvolveram um conceito secreto para a balada pop e R&B, na esperança de que Brandy interpretasse uma faixa com temática religiosa no álbum — algo que a cantora recusava gravar naquela altura. Embora a letra faça referência a Deus na terceira pessoa, Brandy não se apercebeu deste detalhe e pensou que "He Is" fosse simplesmente uma canção sobre relacionamentos quando a gravou.
A faixa foi lançada como o terceiro e último single de Full Moon em Setembro de 2002. De modo geral, recebeu críticas mistas por parte da imprensa especializada em música contemporânea; enquanto alguns críticos elogiaram o desempenho vocal de Brandy e a produção inovadora, outros observaram-no como uma escolha fraca para um single. Comercialmente, "He Is" não alcançou o sucesso dos singles anteriores de Full Moon. Embora não tenha conseguido entrar na tabela oficial de singles dos Estados Unidos, atingiu um pico dentro das oitenta melhores posições da tabela de singles de R&B e hip-hop. No momento do lançamento de "He Is", Brandy encontrava-se num estágio muito avançado da sua gravidez, o que a impediu de gravar um vídeo musical ou de promover o single de outras formas.

## Concepção e gravação

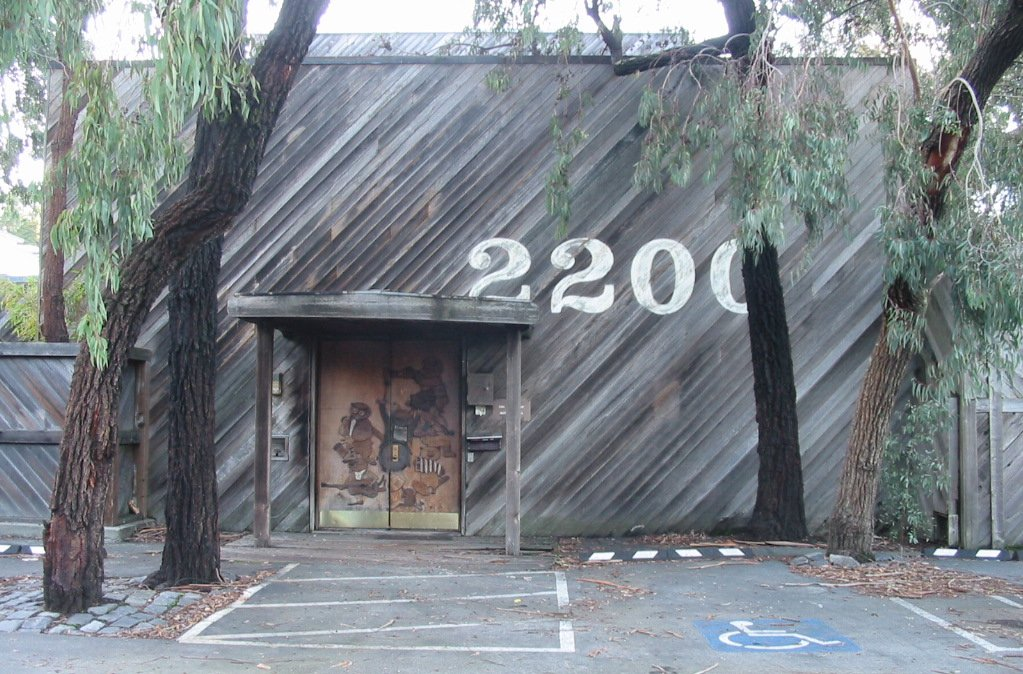
"He Is" foi gravada em 2001 no estúdio The Record Plant, Los Angeles, Califórnia.

Na primavera de 2000, Brandy começou a desenvolver ideias para o seu terceiro álbum de estúdio com a editora discográfica Atlantic. Embora os produtores com quem frequentemente trabalhava já tivessem iniciado a produção de vários novos temas para o projeto, na esperança de recriar a química existente em Never Say Never (1998), o seu segundo álbum de estúdio, Brandy queria garantir que, desta vez, teria mais controlo criativo. Para tal, marcou reuniões com a sua equipa de produção para discutir o conteúdo lírico e a sonoridade do futuro álbum. "Estive envolvida [na produção] de A a Z. Todas as canções do álbum foram inspiradas na minha vida [...] Queria apenas expressar como me sinto em vários níveis. Queria estar em contacto com todas as minhas emoções."
O produtor Warryn Campbell conheceu Brandy quando ela tinha 15 anos, altura na qual começou a tocar teclado na sua banda ao vivo. Embora Brandy tenha deixado a banda dois anos depois para seguir uma carreira como produtora musical, os dois reencontraram-se em 2001, juntamente com o compositor Harold Lilly, para colaborar no terceiro álbum de estúdio dela, Full Moon. Durante o primeiro mês de trabalho, os três tiveram diversas conversas sobre espiritualidade. Brandy, criada num lar cristão, já tinha lido vários textos espirituais e religiosos. Estas conversas culminaram na proposta de Campbell e Lilly para que Brandy gravasse uma canção com temática religiosa, algo que ela prontamente recusou. No entanto, determinado a incluir uma faixa gospel em Full Moon, Campbell convenceu Lilly a criar uma canção que abordasse Deus de forma subtil, na terceira pessoa. Embora a artista se tenha juntado à dupla mais tarde para contribuir com letras para a faixa, ambos mantiveram o significado original da canção em segredo até ao seu lançamento como single. Musicalmente, "He Is" é uma balada com influências de música pop e R&B.
A canção foi gravada por Thor Laewe e Jan Fairchild no estúdio The Record Plant, em Los Angeles, e também por Reggie Dozier nos O-Henry Studios, em North Hollywood, Califórnia. Manny Marroquin foi responsável pela mistura nos estúdios Larrabee, em Burbank, com assistência de Rebeka Tuinei. Numa entrevista ao Yahoo! Music em Agosto de 2002, Campbell revelou: "Eu nunca contei [à Brandy]. Ela ainda não sabe. Ela pensa que é sobre [dar à luz]. E eu queria que ela cantasse como se fosse sobre [dar à luz]. Foi isso que lhe deu aquele empurrão. Creio que ela já tenha desvendado [o significado] agora."

## Lançamento
Embora inicialmente previsto para ser lançado a 20 de Novembro de 2001, Full Moon foi apenas divulgado nos principais mercados musicais a 5 de Março de 2002, antecedido pelos singles "What About Us?" (2002) e "Full Moon" (2002), que alcançaram um pico dentro das vinte melhores posições tanto na tabela oficial de singles como na tabela de singles de R&B e hip-hop dos Estados Unidos. A Atlantic escolheu "He Is" como o terceiro single do álbum em 2002, enviando a versão do álbum para as principais estações de rádio de música urbana norte-americanas a 29 de Julho, e de música rítmica a 17 de Setembro. Embora não tenha sido distribuída internacionalmente, o lançamento norte-americano foi acompanhado por um CD single promocional, que incluía dois remixes ligeiramente mais curtos para as estações de rádio, produzidos por Campbell e encomendados pela editora para apoiar o lançamento. Outros remixes, produzidos por Mike Rizzo, Joe Bermudez, e Maurice Joshua, foram também lançados individualmente. No entanto, devido ao facto de Brandy se encontrar num estágio avançado da sua gravidez no momento do lançamento de "He Is" como single, não houve oportunidade para apresentações ao vivo ou outro tipo de promoção.
A gravação de ad-libs adicionais foi incluída em Brandy: Special Delivery (2002), um documentário produzido pela MTV que acompanhou a gravidez da cantora em 2002. Brandy também trabalhou com Guy Roche, produtor da sua canção "Almost Doesn't Count" (1998), numa versão pop de "He Is" liderada por guitarra acústica, com vocais completamente novos. Desapontada com o resultado, ela inicialmente questionou se deveria lançar "He Is" como um single de todo, achando que a canção não poderia ser transformada num sucesso de crossover. Descrevendo o produto da sessão de gravação como "uma verdadeira merda," Brandy, no final, optou por não usar a versão de Roche.

## Recepção crítica
Na resenha de Full Moon publicada pela revista Billboard, Chuck Taylor descreveu "He Is" como uma "faixa de ritmo lento que oferece um groove sensual, com uma produção única que deixa espaço amplo para que a voz brilhe." No entanto, a revista observou que "infelizmente, a faixa prioriza o estilo em detrimento da melodia, e o refrão simples — utilizando apenas três notas — não tem um gancho marcante. A canção cumpre os critérios para uma boa faixa, encaixando-se bem em programas de quiet storm, mas como single, terá dificuldades em destacar-se nas estações de rádio." Além disso, Taylor interpretou a letra de "He Is" como sendo sobre um parceiro amoroso, citando versos como: "Prince charming, my angel/My king and my friend/My lover, my one/He is, he is".
Escrevendo para o portal AllMusic, Stephen Thomas Erlewine destacou a canção, juntamente com "Full Moon" e "What About Us?", como uma das suas faixas favoritas do álbum. Victoria Sanders, do blogue PopMatters, descreveu "He Is" como a melhor faixa do álbum, afirmando que é uma canção de amor rara com piano e bateria.

## Impacto

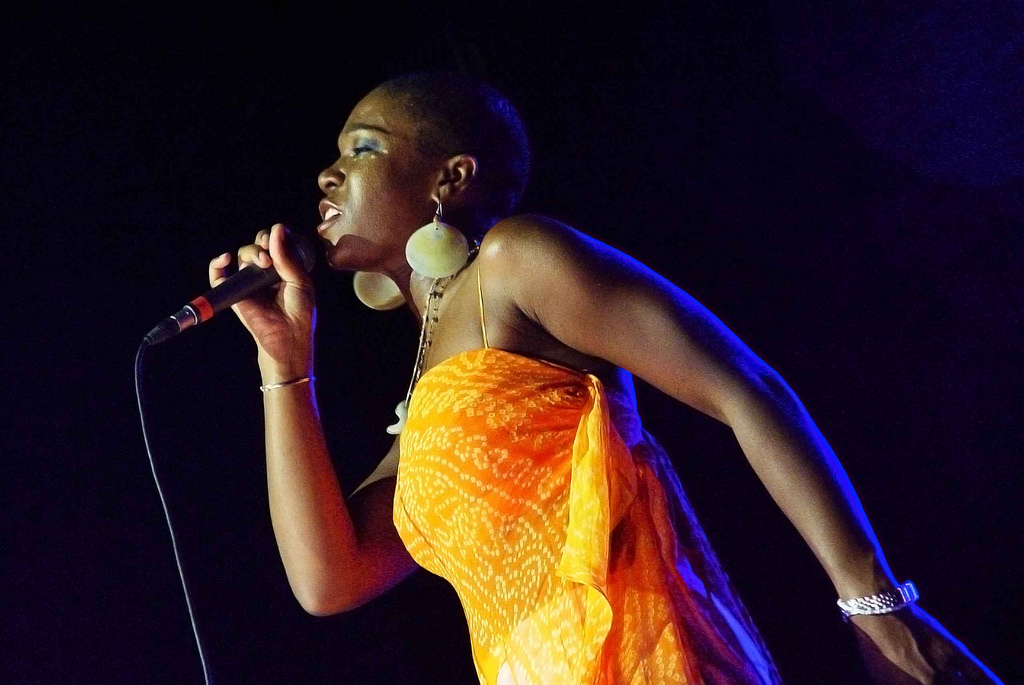
India.Arie interpretou "He Is" ao vivo na festa de lançamento do sexto trabalho de estúdio de Brandy em 2012.

"He Is" tem sido escolhida como uma das canções favoritas de Brandy tanto por fãs como por outros artistas, alguns dos quais chegaram a gravar as suas próprias versões. A cantora de neo soul norte-americana India.Arie interpretou a canção na festa de lançamento do sexto álbum de estúdio de Brandy, Two Eleven (2012). Além disso, Arie afirmou que muitas das canções de Full Moon, especialmente "He Is", serviram de inspiração para uma vasta gama de cantoras contemporâneas.
Em Fevereiro de 2014, a revista Rolling Stone anunciou que o trompetista de jazz Dontae Winslow e a sua banda tinham gravado uma versão de "He Is" para o álbum Enter the Dynasty (2014). Esta nova versão, produzida por Warryn Campbell, manteve a sonoridade gospel original, mas os vocais de Brandy foram substituídos pelo trompete. A revista descreveu a nova versão como "mais serena," por não incluir o baixo nem a bateria da versão original. No final da canção, a vocalista do grupo, Mashica, canta uma estrofe. Quando questionado sobre a escolha de "He Is" para inclusão em Enter the Dynasty, Winslow explicou: "Ela toca-me porque é uma canção religiosa sobre amor, cuja melodia fantástica desperta emoções de paixão e luto. É uma joia secreta, muito bem guardada, que muitos fãs de R&B consideram ser um fenómeno cultural underground."

## Alinhamento de faixas
A versão em CD single inclui dois remixes enviados às principais estações de rádio norte-americanas.
- Download digital[20]

1. "He Is" (versão do álbum) — 4:21

- CD single (PRCD 300900-2)[21]

1. "He Is" (versão do álbum) — 4:21
2. "He Is" (Radio Remix 1) — 4:09
3. "He Is" (Radio Remix 2) — 4:09

## Créditos e pessoal
Os créditos seguintes foram adaptados do encarte do álbum Full Moon:
Gravação
- Gravada no estúdio The Record Plant, Los Angeles, Califórnia;
- Gravada no estúdio Hartman Way, West Hills, Califórnia;
- Gravada no estúdio O-Henry, North Hollywood, Califórnia;
- Misturada no estúdio Larrabee, Burbank, Califórnia.

Pessoal
- Composição: Warryn "Baby Dubb" Campell · Harrold Lilly, Jr. · Brandy Norwood
- Coordenação de projeto: Sandra Campell
- Gravação: Reggie Dozier · Jan Fairchild · Thor Laewe
- Instrumento de cordas: Benjamin F. Wright, Jr. (maestro) · Charles Veal, Jr. · Mark J. Casillas · James F. Sitterly · Ileathern Marisa Mcleod · Jeffrey L. Corwin · Tibor Zelig · Edward P. Green III · Yi-Huan Zhao · Hakop Mekinyan · Zheng Wang · Felix Khomutow · Kristen M. Autry · Thomas A. Tally · Eugene Mechtovich · Patrick Morgan · Michele Nardone · Robin R. Ross · Lilia Kazakova · Marston Smith · Catherine A. Cavella · Catherine Chan Biagini · Alexander Zhiroff · Mark Breitenbach · Jason M. Torreano · Lori Andrews
- Mistura: Manny Marroquin · Rebeka Tuinei (assistência)
- Produção e arranjos: Baby Dubb · Brandy
- Vocais: Brandy

## Desempenho nas tabelas musicais
A nível comercial, "He Is" estreou na tabela de singles de R&B e hip-hop dos EUA na posição 78, na semana de 31 de Julho de 2002. Na semana seguinte, subiu uma posição. Duas semanas depois, atingiu a sua posição de pico, o número 72, tornando-se o single menos bem-sucedido comercialmente de Full Moon. Na semana de 19 de Outubro de 2002, "He Is" fez a sua última aparição na tabela, na posição 93, totalizando uma permanência de oito semanas na tabela.
| País — Tabela musical (2002)                       | Posição de pico |
| -------------------------------------------------- | --------------- |
| Estados Unidos — Hot R&B/Hip-Hop Songs (Billboard) | 72              |